# Edmund von Hellmer (sculpteur)
 (avril 2023).
Si vous disposez d'ouvrages ou d'articles de référence ou si vous connaissez des sites web de qualité traitant du thème abordé ici, merci de compléter l'article en donnant les références utiles à sa vérifiabilité et en les liant à la section « Notes et références ».
Pour les articles homonymes, voir Edmund von Hellmer.
Edmund, Ritter von Hellmer (né le 12 novembre 1850 à Vienne, mort le 9 mars 1935 à Vienne) est un sculpteur autrichien se référant à l'historicisme et à l'Art nouveau. Né Edmund Hellmer, il a été anobli en 1912.

## Biographie
Après sa maturité, il étudie l'architecture à l'institut de technologie de Vienne. Par ailleurs, il prend des cours artistiques auprès de son oncle, le sculpteur Josef Schönfeld. Après un seul semestre, il s'inscrit à l'Académie des beaux-arts de Vienne en cours de sculpture. Il est l'élève de Franz Bauer puis est présent aussi dans l'atelier de Hanns Gasser. Grâce à son soutien, il fait un séjour à Paris.
À 19 ans, il présente une œuvre à une exposition internationale à Munich et obtient un prix pour son relief sur Prométhée qui lui donne droit à une bourse et lui permet un séjour de deux ans en Italie.

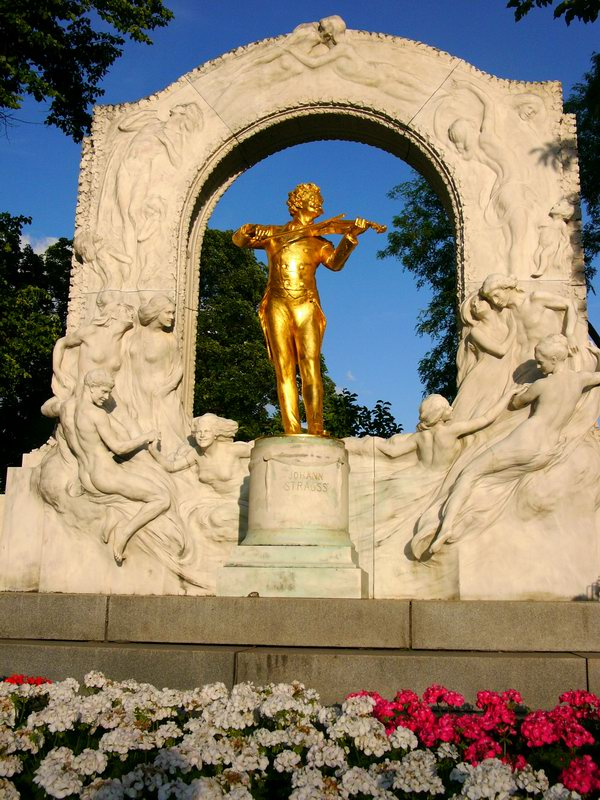
Le Monument à Johann-Strauss.

En 1870, il retourne à Vienne et devient sculpteur indépendant. Il est aussi en 1879 professeur et de 1882 à 1892 maître de conférences à l'Académie des beaux-arts de Vienne. En 1897, il est membre fondateur de la Sécession viennoise. En 1901 il crée sa propre école de sculpture qui s'étend à tous les arts en 1922. De 1901 à 1922, il fut tour à tour doyen et doyen associé de l'Académie.

## Œuvre
Les premières œuvres d'Edmund von Hellmer s'inspirent pleinement à l'historicisme et sont des commandes pour le Ring. Au tournant du XXe siècle, il cherche de nouvelles formes et va jusqu'à fonder la Sécession viennoise.
Ses formes caractérisent son monument à Johann Strauss II. Le compositeur est représenté de façon réaliste tandis que l'entourent des muses avec leurs cheveux longs flottants et leurs vêtements drapés.

## Source, notes et références
- (de) Cet article est partiellement ou en totalité issu de l’article de Wikipédia en allemand intitulé « Edmund von Hellmer (Bildhauer) » (voir la liste des auteurs).